# Barza Albă (vinărie)
Barza Albă SA este una din cele mai mari companii producătoare de divin și brandy din Republica Moldova. În 2013, întreprinderea a înregistrat vânzări de 44,7 milioane de lei, profitul net a fost de 2,3 milioane de lei.